# گرگ پلیت
گرگ پلیت (زاده ٣ نوامبر ١٩٧٧- مرگ:١٧ ژانویه ٢٠١٥) مانکن و بازیگر آمریکایی بود.

## فیلمشناسی
- Bravo (U.S. TV network)
- The Secret Millionaire
- Work Out
- نابودگر: رهایی
- نگهبانان (کمیک)
- Work Out
- Last Call Before Sunset
- Six Sex Scenes and a Murder
- Days of Our Lives
- Designed to Sell
- چوپان خوب (فیلم)
- Bobby (2006 film)